# Вайцеховский, Евгений Владимирович
Евге́ний Влади́мирович Вайцехо́вский (12 мая 1986, Кирово-Чепецк, СССР) — Заслуженный мастер спорта (2010), скалолаз, двукратный чемпион мира (2005 — скорость, 2011 — скорость эстафета), двукратный чемпион Европы (2006, 2008).

## Лучшие результаты
- 2004 — чемпион России (Екатеринбург) — скорость
- 2005 — чемпион мира (Мюнхен) — скорость
- 2006 — чемпион Европы (Екатеринбург) — скорость
- 2008 — чемпион Европы (Париж) — скорость
- 2011 — чемпион мира (Париж) — скорость эстафета

## Образование
- В 2003 г. с золотой медалью окончил среднюю общеобразовательную школу № 18 г. Уфы.
- В 2009 г. окончил Архитектурно-строительный факультет (АСФ) Уфимского государственного нефтяного технического университета (УГНТУ) и получил дорожную специальность «Инженер путей сообщения».

## Награды
- 2003 г. — Золотая медаль «За особые успехи в учении»
- 2005 г. — Почётный знак Министерства по физической культуре, спорту и туризму Республики Башкортостан «Выдающийся спортсмен Башкортостана»